# Vomécourt
 Vomécourt  es una población y comuna francesa, en la región de Lorena, departamento de Vosgos, en el distrito de Épinal y cantón de Rambervillers.
Existe otra comuna en el mismo departamento llamada Vomécourt-sur-Madon.

## Demografía
| 228 | 249 | 215 | 234 | 258 | 289 |
| Para los censos de 1962 a 1999 la población legal corresponde a la población sin duplicidades (Fuente: INSEE [Consultar]) |     |     |     |     |     |